# Pajares-Tunnel
Der Pajares-Tunnel (spanisch Túneles de Pajares) ist ein Eisenbahntunnel der Schnellfahrstrecke LAV León–Asturias. Der Tunnel ist Bestandteil der Variante de Parajes und ging am 30. November 2023 in den kommerziellen Betrieb. Asturien erhielt damit erstmals Anschluss an eine Schnellfahrstrecke.

## Geografische Lage
Das Kantabrische Gebirge ist aufgrund seiner komplexen geografischen Gegebenheiten nur schwer zu überwinden. Die Bahnstrecke León–Gijón zwischen Kastilien-León und Asturien über den Pajares-Pass ist sehr kurvenreich und in dem Abschnitt, der das Gebirge überquert, nur eingleisig. Mit dem knapp 25 km langen Basistunnel und seinen Zufahrtsstrecken – die sogenannte Variante de Parajes – wird die 83 km lange Bergstrecke auf 48 km verkürzt und die Steigungen der Bergstrecke werden vermieden. Der Tunnel beginnt in der spanischen Region Kastilien-León bei La Pola de Gordón, unterquert das Gebirge und endet bei Telledo in der benachbarten Region Asturien.

## Geschichte
Am 4. März 1994 wurde der Pajares-Tunnel in den Infrastruktur-Richtplan 1993–2007 aufgenommen. Das Vorprojekt wurde von der Arbeitsgemeinschaft Ineco-Geoconsult erstellt und am 29. Januar 2003 von der Regierung bewilligt.
Der Tunnel wurde mit fünf Tunnelbohrmaschinen ausgebrochen, zwei arbeiteten vom Süden her (Los 1), zwei vom Norden (Los 3 und 4), die fünfte startete von einem Zwischenangriff von Buiza und brach den Fluchtstollen aus, bevor sie je 4,2 km jeder Röhre in geologisch schwierigem Gebiet Richtung Norden ausbrach (Los 2).
Die Eröffnung, ursprünglich für 2009 geplant, musste mehrmals verschoben werden. Der Tunnel wurde schließlich am 29. November 2023 im Beisein von König Felipe VI. und Ministerpräsident Pedro Sánchez eingeweiht. Mit der Fertigstellung des Pajares-Tunnels reduzierte sich die Fahrtzeit zwischen Madrid und Gijón von mehr als fünf Stunden in der schnellsten Verbindung auf 3:46 Stunden.

## Tunnel
Bei einer Gesamtlänge von 24,6 Kilometern handelt es sich um den zweitlängsten spanischen Eisenbahntunnel nach dem Guadarrama-Tunnel.
Der Tunnel besteht aus zwei Einzelröhren in einem Abstand von 50 m. Alle 400 m gibt es Verbindungsstollen, die auch als Schutzräume genutzt werden können. Weiter verfügt der Tunnel 11 km hinter dem Südportal über eine 400 m lange Nothaltestelle (Punto de Parada Preferente), die über einen 5,5 km langen Zugangsstollen von Buiza aus erreicht werden kann. Ein weiterer 2 km langer Zugangsstollen führt von Folledo zu einer Stelle 7,7 km hinter dem Südportal. Dieser Stollen wurde vor allem zum Bau des Tunnels genutzt, wird aber als Notzugang erhalten.
In der östlichen Tunnelröhre liegt ein Dreischienengleis (Normalspur / iberischer Breitspur), in der westlichen Röhre ein Gleis in Breitspur, allerdings sind Schwellen eingebaut, die die nachträgliche Montage eines Dreischienengleises ermöglichen. Auf der Strecke ist der Güterverkehr von großer Bedeutung, der in Spanien in der Regel auf Breitspur fährt, während der Hochgeschwindigkeitsverkehr überwiegend Normalspur nutzt. Bei León und im Betriebsbahnhof Campomanes sind Spurwechselanlagen installiert, die es dafür ausgelegten Fahrzeugen erlauben, während der Fahrt die Spurweite zu ändern.

## Variante de Parajes
Ähnlich komplex ist die Bahnstromversorgung der Züge: Die Variante de Parajes ist mit 25 kV / 50 Hz elektrifiziert. Die alte Strecke, an die sie an beiden Enden anschließt dagegen mit 3000 V Gleichstrom. Es können hier also nur Mehrsystemfahrzeuge verkehren, die mit beiden Techniken ausgestattet sind.
Auf der Variante de Parajes gibt es neben 13 Tunneln und 10 größeren Brücken auch zwei Betriebsbahnhöfe, La Robla und Campomanes. Letzterer liegt auch auf dem gleichnamigen Viadukt. Hier ist eine der beiden Umspuranlagen der Variante de Parajes installiert.

## Zukunft der Bergstrecke
Ursprünglich war vorgesehen, den Betrieb auf der Bergstrecke einzustellen, sobald die Variante de Parajes eröffnete. Dies wurde jedoch während des Baus der Variante de Parajes wieder revidiert, da eine Umstellung des asturischen Schienennetzes auf Normalspur in absehbarer Zukunft nicht zu erwarten ist. Die alte Strecke bleibt zum einen für alle die Eisenbahnverkehrsunternehmen wichtig, die nicht über Mehrsystemfahrzeuge verfügen. Zum andern stellt sie eine Redundanz dar, wenn die Variante de Parajes einmal nicht befahrbar sein sollte.
Allerdings schätzt das spanische Verkehrsministerium mit Stand 2023 den Erhaltungsaufwand für die Bergstrecke in den folgenden 15 Jahren auf rund 700 Mio. €. Die Strecke befindet sich abschnittweise in einem schlechten Zustand, mit Geschwindigkeitsbegrenzungen auf nur 30 km/h, und ist darüber hinaus anfällig für Erdrutsche und Behinderungen bei Schneefall.